# Blechnum
Blechnum is een geslacht van ongeveer 150 tot 220 soorten terrestrische varens uit de dubbellooffamilie (Blechnaceae). Het zijn voornamelijk varens van tropische gebieden uit het zuidelijk halfrond. Enkele soorten komen in gematigde zones voor. Dubbelloof (Blechnum spicant) is ook in België en Nederland te vinden.

## Naamgeving en etymologie
- Synoniemen: meer dan twintig synoniemen, zie soortenlijst
- Engels: Deer Ferns, Hard Ferns

De botanische naam Blechnum komt van het Oudgriekse βλῆχνον, blēchnon, een oude naam voor 'varen'.

## Kenmerken
Blechnum-soorten zijn overwegend overblijvende kruiden met een korte, rechte wortelstok met schubben. Ook de bladsteel is beschubd. Enkele tropische soorten kunnen uitgroeien tot boomvarens.
De bladen of veren zijn meestal enkelvoudig geveerd, zelden meer. Er is dikwijls een duidelijk verschil tussen fertiele en steriele bladen.
De sporenhoopjes liggen als lange streepjes naast de bladnerven op de onderzijde van de bladen en zijn afgedekt met een eveneens langwerpig dekvliesje dat naar de bladnerf opengaat.

## Voorkomen
Blechnum-soorten komen wereldwijd voor, maar zijn vooral te vinden in tropische streken uit het zuidelijk halfrond: Zuid-Amerika, Zuid-Azië, Afrika en Oceanië.
Slechts enkele soorten komen ook in gematigde streken voor, zoals Blechnum penna-marina, die voorkomt tot in Kaap Hoorn (Chili) en daarmee de meest zuidelijk voorkomende varensoort is. Dubbelloof komt voor tot in IJsland.

## Beschreven soorten
In België en Nederland komt één soort in de natuur voor:
- Geslacht: Blechnum
  - Soort: Dubbelloof (Blechnum spicant)

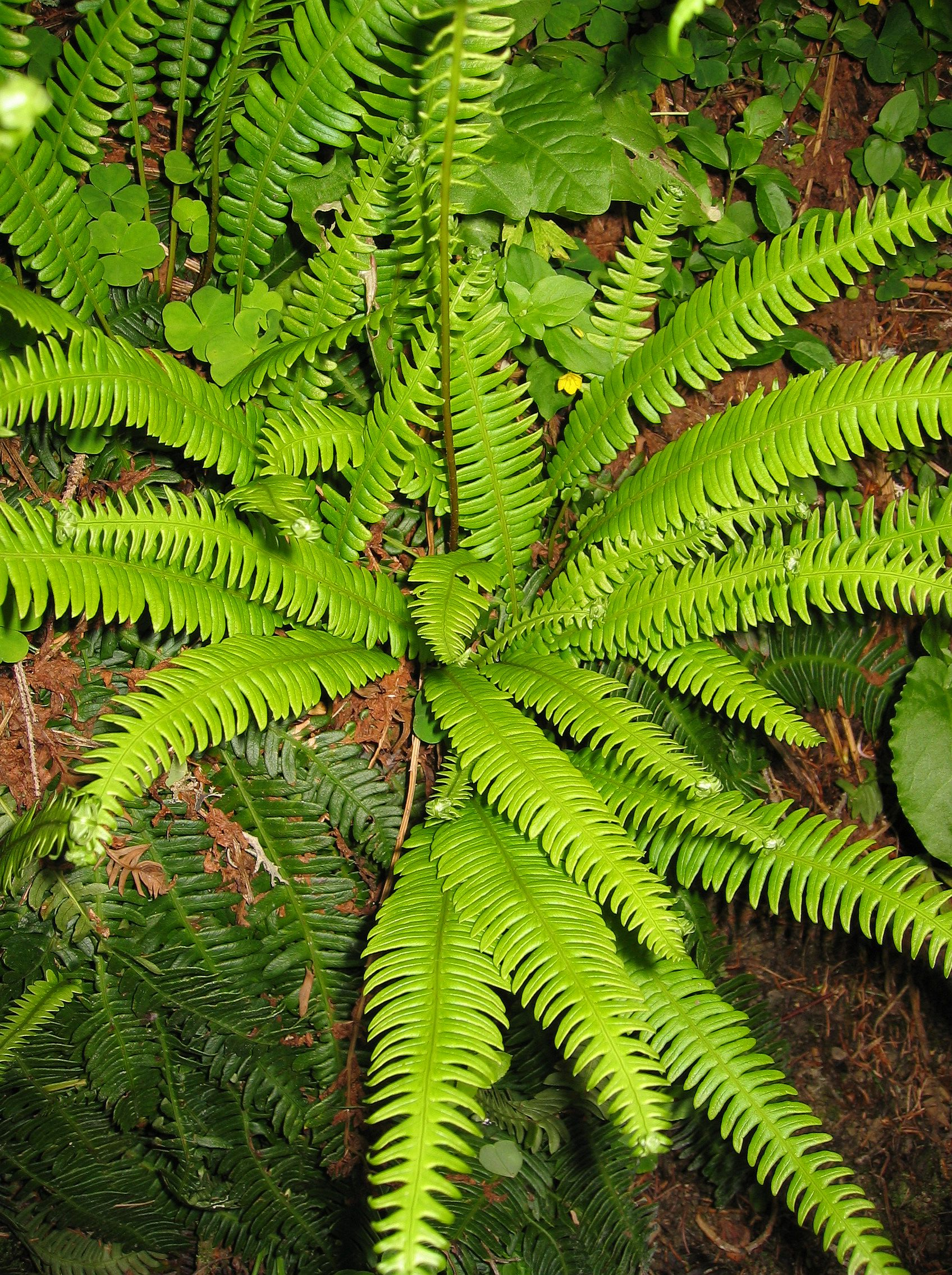
Dubbelloof (Blechnum spicant) in Europa
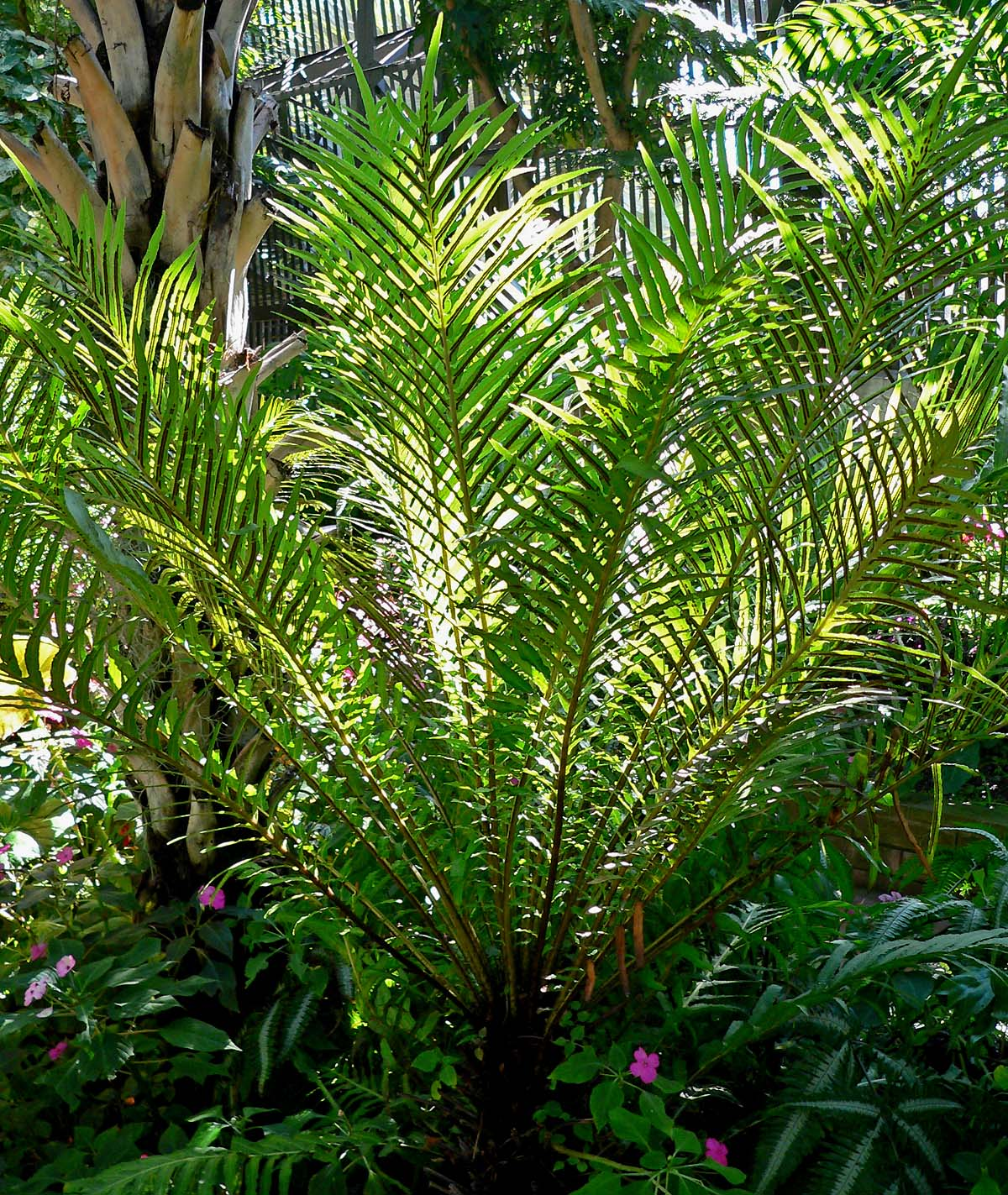
Blechnum moorei in Brazilië
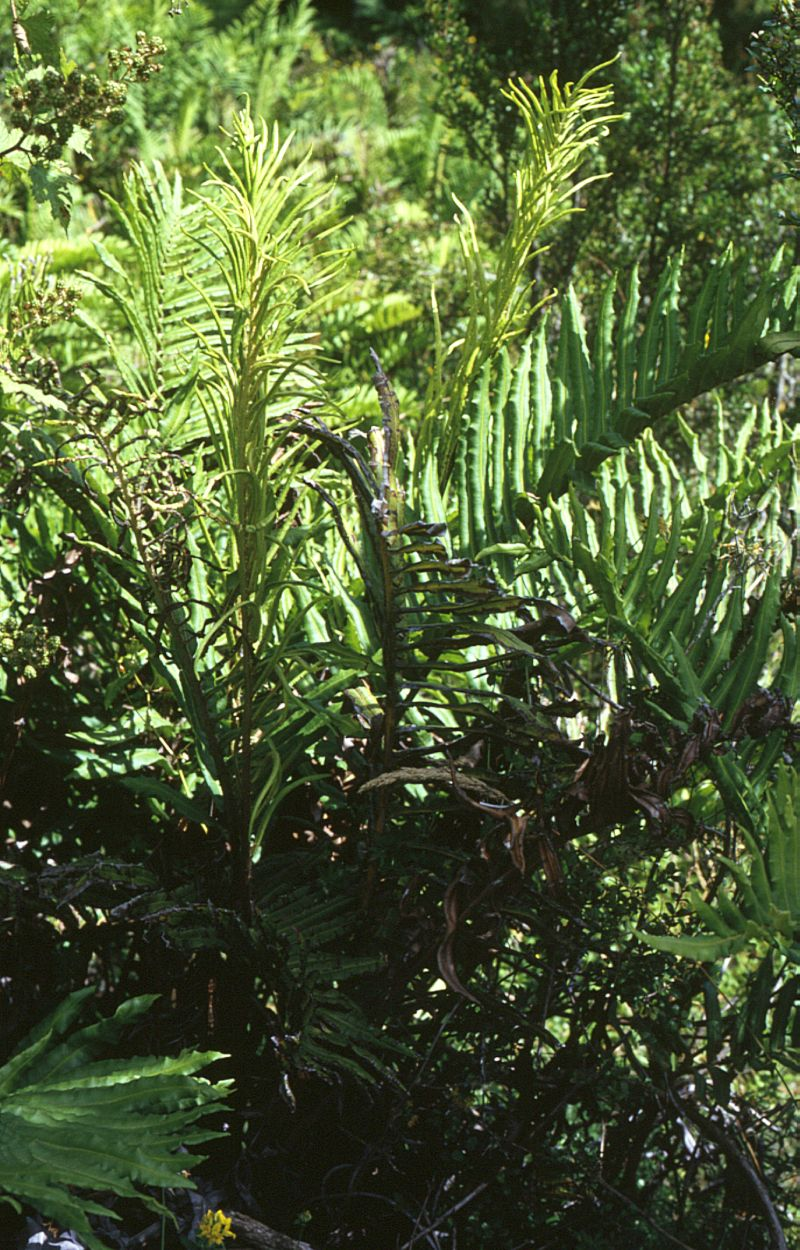
Blechnum cordatum in Chili
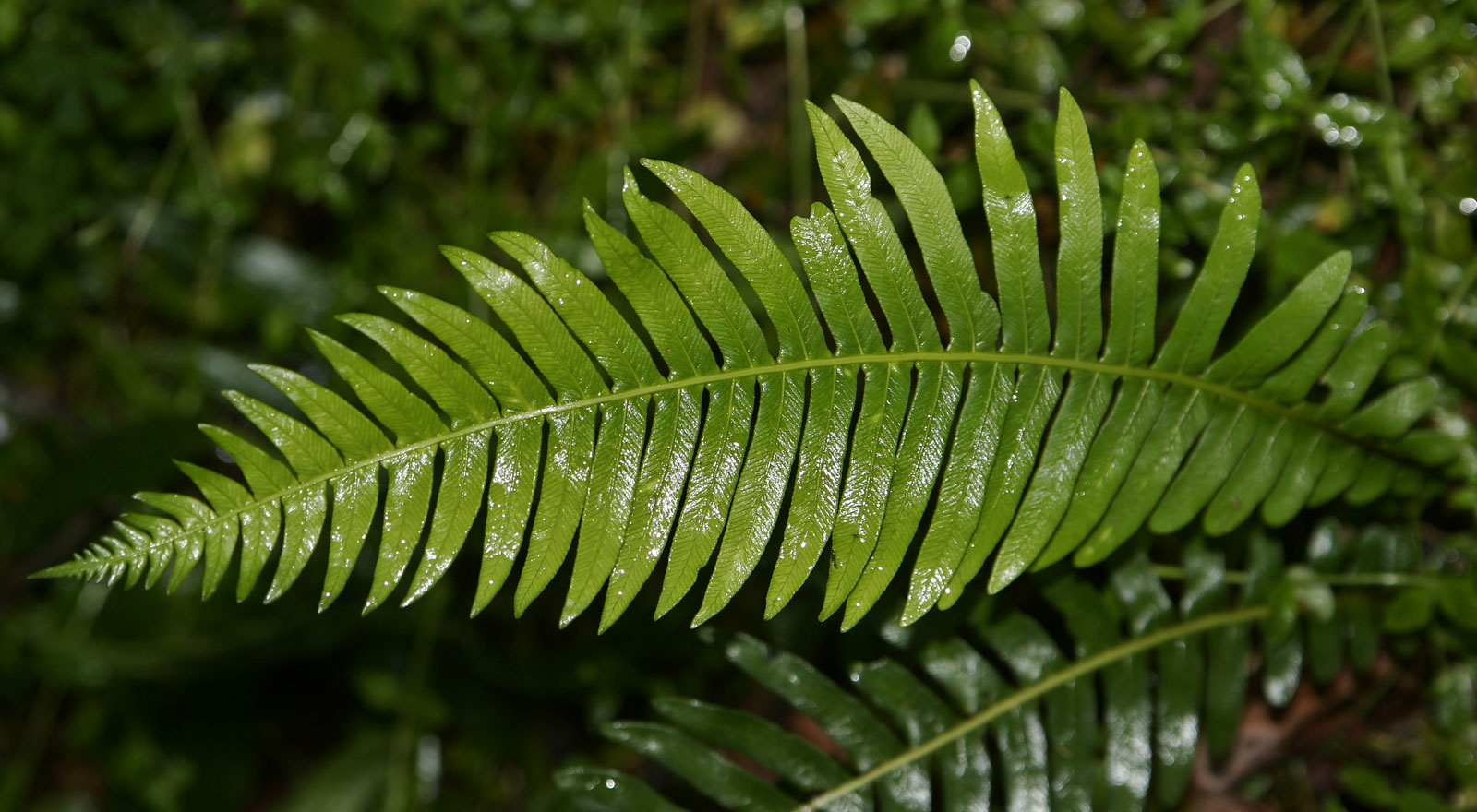
Blechnum nudum in Australië